# Søren Lintrup
Søren Lintrup (født 1669 i Lintrup, død 13. marts 1731 i København) var en dansk gejstlig, pædagog og videnskabsmand, svigersøn til Niels Randulf.
I virksomhed og naturel tilhører Lintrup helt det "lærde tidsrum". Han sad inde med en struttende lærdomsfylde, navnlig teologisk og filologisk, som han fik lejlighed til at fremlægge i stridsskrifter, disputatser og som udgiver af andres arbejder. Lintrup var allerede udset til teologisk professor, da han blev kaldet til rektor i Bergen, hvor han var Holbergs lærer.
Da byen brændte og med den alle hans samlinger, vendte Lintrup tilbage til København, hvor han som Regensens provst samlede de flittigste og lærdeste unge om sig til et litterært selskab (Societas litteraria indagantium), hvor der oplæstes, forsvaredes og kritiseredes skrifter om alskens materier. I 1716 kunne Lintrup endelig komme til at lægge sin lærdom for dagen fra den teologiske lærestol.
I 1720 blev han kaldet til biskop i Viborg, en virksomhed, som dog ingenlunde tiltalte ham; det lykkedes ham da også ved at stille sig imødekommende over for Frederik IV’s ægteskab med Anna Sophie Reventlow fire år efter at opnå stillingen som kongelig konfessionarius, den han dog atter mistede ved Christian VI's tronbestigelse.